# Tiamat (personagem)
Tiamat é um personagem da série animada Dungeons & Dragons, conhecida no Brasil como Caverna do Dragão, produzida na década de 80 pela Marvel Productions e TSR, Inc., baseado no jogo de RPG de mesmo nome.
É um supremo e poderoso dragão de 5 cabeças. Seu nome é derivado de Tiamat, uma deusa na antiga mitologia mesopotâmica. Ela é a rainha e mãe dos dragões do mal e um membro do panteão padrão da mitologia de D&D. Seu símbolo é um dragão de cinco cabeças. Tiamat também foi nomeada como uma das maiores vilãs da história "D&D" em Dragon # 359, a edição final da revista. David M. Ewalt de Forbes chama Tiamat de o dragão mais temível na História de D&D.
Seu poder supera o poder do vilão Vingador, aterrorizando este, assim como os demais garotos. Da boca de cada uma das cabeças pode lançar baforadas distintas para cada uma delas (podendo lançar com todas ao mesmo tempo), da seguinte maneira:
- A cabeça branca lança raios congelantes;
- A cabeça verde lança uma nuvem de gás venenoso;
- A cabeça vermelha (a central, e única capaz de falar) lança labaredas de fogo;
- A cabeça azul lança energia em forma de raios;
- A cabeça preta lança ácido.

Tiamat pode ainda fazer magias como teleporte próprio ou de outros.
Seu habitat é o Cemitério de Dragões.
A dublagem de suas vozes ficaram por conta de Frank Welker na versão original e José Santa Cruz na versão para o Brasil.